# Megan (película de 2018)
Megan es una película de prueba de concepto que rinde homenaje a la franquicia Cloverfield. Fue lanzado en YouTube el 31 de julio de 2018 e inmediatamente se volvió viral.

## Sinopsis
Cuando una joven científica se ve envuelta en una misión militar para entregar el único antídoto que salvará a la humanidad, no sólo se encuentra luchando por sobrevivir sino también enfrentándose a demonios de su pasado.

## Producción
La película fue producida por Olcun Tan, Jean de Meuron y Giuseppe Mercadante. Una vez que el guion estuvo listo y con el lookbook en mano, el director Greg Strasz, Giuseppe Mercadante y Jean de Meuron presentaron la idea a varios proveedores líderes de la industria. Empresas como RED Digital Cinema, Helinet Aviation, International Studio Services, Dolby y Gradient Effects creyeron en su visión y decidieron apoyar su proyecto. El guion fue escrito por Giuseppe Mercadante y Greg Strasz sobre una historia escrita por Jean de Meuron, Giuseppe Mercadante y Greg Strasz. [cita requerida]
La película se rodó en 3 días en RED Digital Cinema Hollywood Studios, Helinet Aviation, el río Los Ángeles y Venice Beach. [cita requerida] El trabajo pesado de VFX fue realizado por Gradient Effects, conocido por su trabajo en Stranger Things y Thor: Ragnarok. Las "cenizas" que se ven después de la escena del accidente se usaron anteriormente en el "mundo al revés" de Stranger Things.

## Recepción
El 1 de agosto de 2018, un día después del lanzamiento, la prueba de concepto se volvió viral, recogida originalmente por Bloody Disgusting, SYFY, Screen Rant, el español El Mundo, Geek Tyrant,  luego se extendió a varias publicaciones importantes como Indie Wire, Gizmodo,el IGN francés, Empire, y PopSugar.

## Reconocimientos
Megan ha ganado premios en varios festivales, incluido el HollyShorts Film Festival y el London Short Film Festival.